# Embajada del Reino Unido en Madrid
La Embajada del Reino Unido en Madrid es la principal misión diplomática del Reino Unido en España. En 2009 la Embajada se trasladó de la calle Fernando el Santo a la Torre Espacio del Cuatro Torres Business Area. El actual embajador británico en España es Sir Alexander Wykeham Ellis.

## Sedes
La Embajada británica en Madrid se trasladó en 2009 desde el número 16 la calle de Fernando El Santo a su actual ubicación en las plantas 38 a 41 del rascacielos Torre Espacio de 236 m de altura diseñado por Pei Cobb Freed. La Torre Espacio es también la sede de varias embajadas extranjeras, incluidas las de Australia y Canadá (plantas 21 y 22).
Fuera de Madrid, existen un consulado general en Barcelona, donde el oficial principal se conoce como Cónsul General. También hay consulados en Alicante, Ibiza, Las Palmas de Gran Canaria, Málaga, Mallorca y Santa Cruz de Tenerife.
La Embajada también representa a los Territorios Británicos de Ultramar en España.

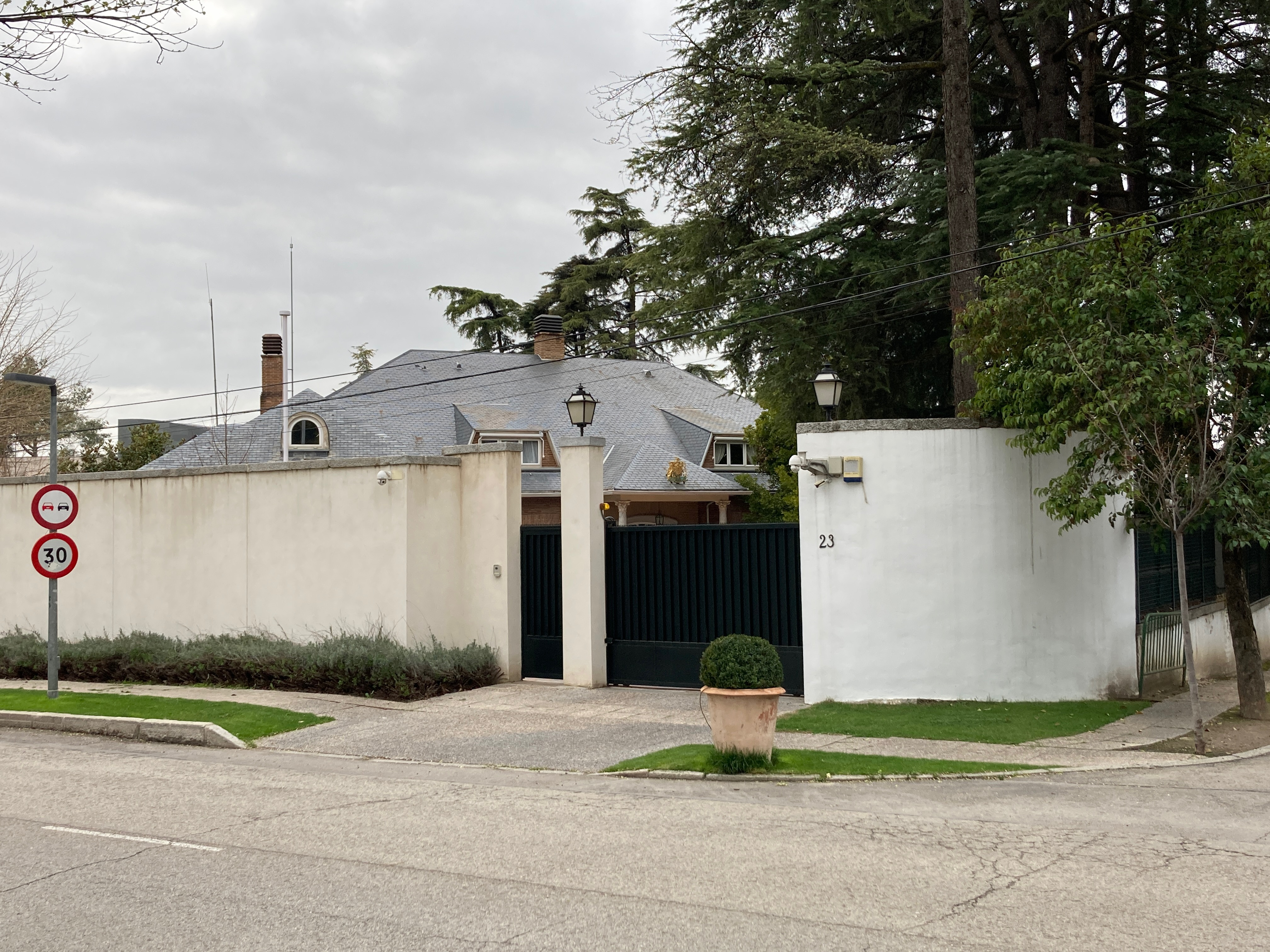
Residencia oficial del embajador del Reino Unido en Madrid.